# 焦平面快门

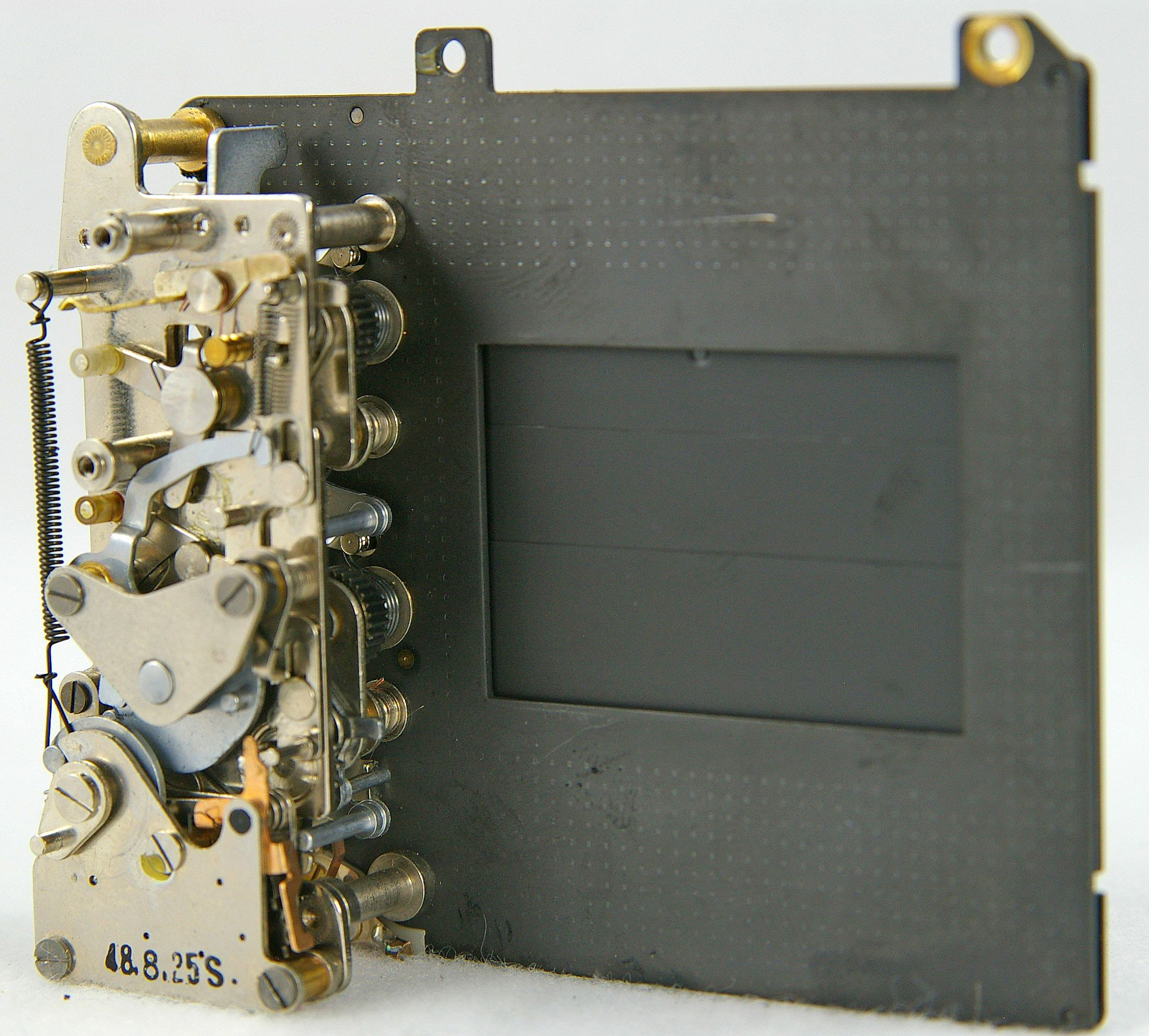
一个焦平面快门，金属幕帘垂直移动。

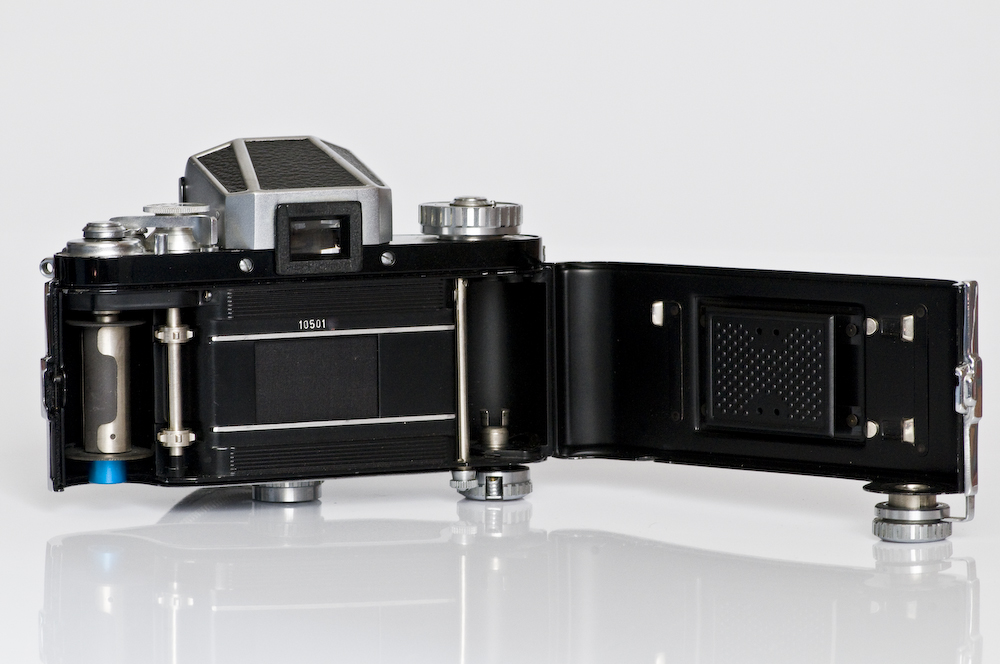
Exatka 相机的焦平面快门

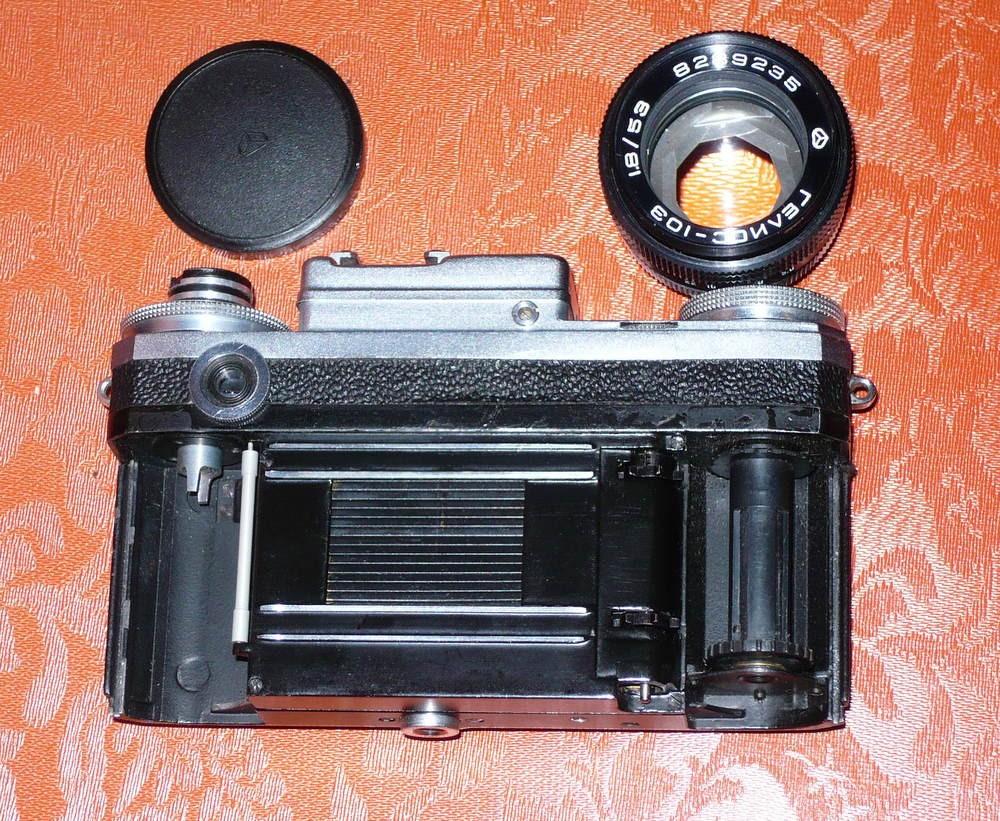
基辅相机的纵向金属卷帘焦平面快门

在照相机设计中，焦平面快门（英語：focal-plane shutter）是指快门直接被放置于照相机焦平面前方的快门，即快门与图像传感器或底片平行。